# Basilio Ponce de León
Basilio Ponce de León, OSA (1570–1629) byl španělský augustinián, teolog, kanonista, básník a spisovatel.

## Život
Narodil se jako hraběcí nemanželský syn. Byl adoptován, a jeho adoptivní otec jej nechal studovat. Studoval v Granadě a Salamance. Zde také vstoupil do augustiniánského řádu. Teologická studia dokončil v roce 1594 a začal působit jako vyučující gramatiky v klášteře Badaya. Pokračoval v dalším teologickém studiu, psal knihy a po dvě období (zvolen 1624 a znovu 1627) byl rovněž převorem kláštera v Salamance. Zemřel v Salamance 28. srpna 1629.

## Dílo
- De agno typico liber unus (Madrid, 1604)
- Primera parte de discursos para todos los Evangelios de la Quaresma (Madrid, 1605)
- De la primera parte de discursos, para differentes Evangelios del año (Madrid, 1606)
- Variarum disputationum ex utraque theologia scholastica et expositiva (Salamanca, 1611)
- Tractatus de impendimentis matrimonii (Salamanca, 1613)
- Dispvtatio, de aquae in vinum conuersione in Sacramento Eucharistiae (1622)
- De sacramento matrimonii tractatus (Salamanca, 1624)
- Praelectio posthuma de sacramento confirmationis (Salamanca, posmrtně 1630)

Dochovalo se též několik sbírek jeho kázání, jeho apologie děl sv. Jana od Kříže (obhajoval před inkvizicí pravověří Janovy knihy Temná noc). Ve svých spisech též obhajoval Neposkvrněné početí Panny Marie, a to dlouho před vyhlášením této nauky jako dogmatu (vyhlášeno r. 1854 papežem Piem IX.).